# Enis Bardhi
Enis Bardhi (Skopje, 2 de julio de 1995) es un futbolista macedonio, de origen albanés, que juega de centrocampista en el Konyaspor de la Superliga de Turquía.

## Trayectoria
Bardhi comenzó su carrera en las categorías inferiores del FK Shkupi macedonio. Después jugó una temporada en el Brondby IF danés.
Su explosión llegó en 2014 cuando tras jugar media temporada en el equipo sueco del KSF Prespa Birlik, en el que jugó 10 partidos y marcó 5 goles, fichó por el Újpest FC húngaro. En el club húngaro jugó tres temporadas en las que acumuló 79 partidos y 19 goles, yendo convocado con la selección de fútbol de Macedonia del Norte absoluta, y siendo convocado a la Eurocopa Sub-21 de 2017, en la que llamó la atención de muchos clubes europeos. 

### Levante
Tras la celebración del europeo, finalmente fichó por el Levante U. D. de España el 17 de julio de 2017.
Su debut llegó en la primera jornada de Liga, el 21 de agosto, frente al Villarreal C. F., en un partido que ganaron los granotas por 1-0. En la segunda jornada, el 26 de agosto, llegó su primer gol como levantinista, tras un sublime lanzamiento de falta contra el Deportivo de la Coruña en un partido que terminó con empate a 2. El 16 de septiembre, y dentro de la jornada 4 de liga, marcó su segundo gol con el Levante en el empate (1-1) frente al Valencia C. F., y el 21 de septiembre marcó su tercer gol de la temporada, el segundo de falta, en la goleada del Levante (3-0) frente a la Real Sociedad.
Tras muchas jornadas con dudas, y en las que acumuló bastantes suplencias, volvió a brillar en la jornada 34, después de marcar dos goles de falta consecutivos, uno en el minuto 43 y otro en el minuto 45 del primer tiempo, consiguiendo que el Levante se pusiera por delante ante el Athletic Club (1-2), a pesar de que su equipo comenzó perdiendo. El equipo valenciano ganó en San Mamés por 1 a 3. Dos jornadas después volvió a marcar de falta, en la victoria del Levante por 0-3 ante el Club Deportivo Leganés y el 13 de mayo de 2018 fue uno de los protagonistas, al marcar dos goles, de la victoria histórica del Levante frente al Fútbol Club Barcelona por 5-4.
El 6 de octubre logró su sexto gol de falta directa, de 22 lanzamientos, en la victoria por 0-1 ante el Getafe.
Después de cinco temporadas en el club, en las que marcó 24 goles en los 162 partidos que jugó, el 12 de agosto de 2022 fue traspasado al Trabzonspor. En este equipo estuvo hasta el 15 de enero de 2025, momento en el que llegó a un acuerdo para rescindir su contrato. Siguió en Turquía y antes de acabar el mes se unió al Bodrum F. K., donde completó la campaña. La siguiente fichó por el Konyaspor.

## Selección nacional
Bardhi ha sido internacional con la selección de fútbol de Macedonia del Norte sub-18, sub-19, sub-21. Disputó además el Europeo Sub-21 de 2017, en el que marcó 2 goles.
Desde marzo de 2015 es internacional con la selección absoluta.

### Participaciones en Eurocopas
| Eurocopa      | Sede   | Resultado    | Partidos | Goles |
| ------------- | ------ | ------------ | -------- | ----- |
| Eurocopa 2020 | Europa | Primera fase | 3        | 0     |

## Estadísticas

### Clubes
Actualizado al último partido disputado el 26 de mayo de 2024.
| Club                            | Temporada     | Div.          | Liga               | Liga              | Copas nacionales* | Copas nacionales* | Copas internacionales ** | Copas internacionales ** | Total | Total | Media goleadora |
| Club                            | Temporada     | Div.          | Part.              | Goles             | Part.             | Goles             | Part.                    | Goles                    | Part. | Goles | Media goleadora |
| ------------------------------- | ------------- | ------------- | ------------------ | ----------------- | ----------------- | ----------------- | ------------------------ | ------------------------ | ----- | ----- | --------------- |
| K. S. F. Prespa Birlik · Suecia | 2014          | 2.ª           | 10[cita requerida] | 5[cita requerida] | —                 | —                 | —                        | —                        | 10    | 5     | 0,5             |
| K. S. F. Prespa Birlik · Suecia | Total club    | Total club    | 10                 | 5                 | 0                 | 0                 | 0                        | 0                        | 10    | 5     | 0,5             |
| Újpest F. C. · Hungría          | 2014-15       | 1.ª           | 21                 | 2                 | 6[actualizar]     | 0                 | —                        | —                        | 27    | 2     | 0,07            |
| Újpest F. C. · Hungría          | 2015-16       | 1.ª           | 29                 | 6                 | 5                 | 1                 | —                        | —                        | 34    | 7     | 0,21            |
| Újpest F. C. · Hungría          | 2016-17       | 1.ª           | 29                 | 12                | 4                 | 1                 | —                        | —                        | 33    | 13    | 0,39            |
| Újpest F. C. · Hungría          | Total club    | Total club    | 79                 | 20                | 15                | 2                 | 0                        | 0                        | 94    | 22    | 0,23            |
| Levante U. D. · España          | 2017-18       | 1.ª           | 26                 | 9                 | 4                 | 0                 | —                        | —                        | 30    | 9     | 0,3             |
| Levante U. D. · España          | 2018-19       | 1.ª           | 36                 | 3                 | 2                 | 0                 | —                        | —                        | 38    | 3     | 0,08            |
| Levante U. D. · España          | 2019-20       | 1.ª           | 30                 | 7                 | 2                 | 0                 | —                        | —                        | 32    | 7     | 0,22            |
| Levante U. D. · España          | 2020-21       | 1.ª           | 26                 | 1                 | 4                 | 1                 | —                        | —                        | 30    | 2     | 0,07            |
| Levante U. D. · España          | 2021-22       | 1.ª           | 30                 | 3                 | 2                 | 0                 | —                        | —                        | 32    | 3     | 0,09            |
| Levante U. D. · España          | Total club    | Total club    | 148                | 23                | 14                | 1                 | 0                        | 0                        | 162   | 24    | 0,15            |
| Trabzonspor Turquía             | 2022-23       | 1.ª           | 30                 | 6                 | 3                 | 0                 | 9                        | 1                        | 42    | 7     | 0,16            |
| Trabzonspor Turquía             | 2023-24       | 1.ª           | 35                 | 7                 | 7                 | 0                 | —                        | —                        | 42    | 7     | 0,16            |
| Trabzonspor Turquía             | Total club    | Total club    | 65                 | 13                | 10                | 0                 | 9                        | 1                        | 84    | 14    | 0,16            |
| Total carrera                   | Total carrera | Total carrera | 302                | 61                | 39                | 3                 | 9                        | 1                        | 350   | 65    | 0,18            |

## Palmarés

### Distinciones individuales
| Distinción                                | Año  |
| ----------------------------------------- | ---- |
| Futbolista del año en Macedonia del Norte | 2017 |